# AWM-Sadosky-Forschungspreis in Analysis
Der AWM-Sadosky-Forschungspreis in Analysis ist ein Mathematikpreis der Association for Women in Mathematics (AWM), der seit 2014 alle zwei Jahre an junge Mathematikerinnen mit herausragenden Beiträgen zur mathematischen Analysis vergeben wird.
Der Preis wurde im Jahr 2012 eingerichtet, um die Karrieren der Frauen zu fördern. Die Auszeichnung ist nach Cora Sadosky, der früheren Präsidentin der AWM (1993–1995), benannt und wird durch Spenden ihres Mannes Daniel J. Goldstein, ihrer Tochter Cora Sol Goldstein sowie deren drei Freunde Judy und Paul S. Green und Concepción Ballester ermöglicht. 

## Preisträgerinnen
Bisherige Preisträgerinnen sind:
- 2014: Svitlana Mayboroda, University of Minnesota (für ihre grundlegenden Beiträge zur harmonischen Analysis und zu partiellen Differentialgleichungen)
- 2016: Daniela De Silva, Columbia University (für ihre grundlegenden Beiträge zur Regularitätstheorie nichtlinearer elliptischer partieller Differentialgleichungen und nichtlokaler Integro-Differentialgleichungen)
- 2018: Lillian Pierce, Duke University (für ihre herausragenden Beiträge zur harmonischen Analysis und zur analytischen Zahlentheorie)
- 2020: Mihaela Ignatova, Temple University (für ihre Beiträge zur Analysis partieller Differentialgleichungen, insbesondere zur Strömungsmechanik)
- 2022: Yaiza Canzani, University of North Carolina at Chapel Hill (für ihre herausragenden Beiträge zur Spektralgeometrie und mikrolokaler Analysis)
- 2024: Robin Neumayer, Carnegie Mello University (für herausragende Beiträge in den Bereichen Variationsrechnung, Partielle Differentialgleichungen und Geometrische Analysis)

## Ähnliche Forschungspreise der AWM
Neben dem AWM-Sadosky-Forschungspreis in Analysis vergibt die AWM ebenfalls alle zwei Jahre den  AWM-Birman-Forschungspreis für Topologie und Geometrie (benannt nach Joan Birman und Joseph L. Birman) sowie den AWM-Microsoft-Forschungspreis für Algebra und Zahlentheorie. Mit den drei Preisen werden jeweils Mathematikerinnen an US-Institutionen geehrt, die zum Vorschlagszeitpunkt innerhalb der ersten zehn Jahre nach ihrer Promotion herausragende Beiträge zu der mathematischen Forschung in den jeweiligen Gebieten geliefert haben.